# Giovanni Antonio Nessoli
Giovanni Antonio Nessoli (fl. XVII secolo) è stato un pittore italiano, appartenente alla scuola forlivese.
Allievo di Carlo Cignani, fiorì verso la fine del XVII secolo e si segnalò soprattutto per le sue nature morte con frutta.
In una lettera del conte Cesare Merenda al fratello Giuseppe intorno al 1750, così si parla dell'arte del Nessoli: «Fra li fiori si vedono molti del sig. Candido parmegiano e tra frutti otto quadri di mano del Nessoli di Forlì bravissimo pittore in tali cose naturali e di masserizie domestiche che sembrano vere.»

## Stile
Lo stile del Néssoli ebbe caratteri anche arcaizzanti, tanto che, ad esempio, il suo autoritratto da anziano è stato a lungo attribuito ad un altro pittore forlivese, Lodovico Vandi, che operò verso la metà del secolo XVI, "e la maniera del quale si accosta a quella dei Modigliani", cioè a quella di Livio Modigliani e di Gian Francesco Modigliani, detto anche Francesco da Forlì.

## Opere
- Con berretta in testa, mostacchietti e barbetto, in aspetto ridente ed in età avanzata, autoritratto, olio su tela, misure 36,3 x 32,8 centimetri, Pinacoteca Civica di Forlì.[2]
- Frutta: due grappoli d'uva, una pera e due mele, natura morta, olio su tela, misure 40 x 31 centimetri, Pinacoteca Civica di Forlì.
- Natura morta con paesaggio, olio su tela, misure 62 x 56 centimetri, Pinacoteca Civica di Forlì.